# 聖ロザリンド
『聖ロザリンド』（せいんとろざりんど）は、わたなべまさこによる日本の漫画作品である。
金髪で青い瞳の無邪気で無垢な天使のような魅力的な絵姿の幼女が次々と残酷な殺人を重ねる物語は、衝撃と共に人気を呼び、「トラウマ漫画」としても名を馳せている。

## 内容
天使？　それとも悪魔の使い？
　世にも美しい少女ロザリンドが
つぎつぎとひきおこす
　身の毛もよだつ怪奇事件。それは──—

講談社、週刊少女フレンドの1973年12号（昭和48年3月20日号）から連載を開始し、同年19・20合併号（5月8日/15日号）にて第１部が完結ののち、同年33号（8月14日号）から同年41号（1973年10月9日号）まで続編の第２部が連載再開され完結した。
2017年、宝島社発行の復刻版単行本には前日譚の「第0話」10頁も描き下ろしで収録された。講談社・ホーム社・ぶんか社・宝島社と４社から新書判コミックスや愛蔵版・文庫版など単行本だけでも合計7回も発行される程の根強い人気を誇る作品で、わたなべまさこの代表作の一つである。

ウィリアム・マーチの小説を原作にした1956年公開のアメリカ映画『悪い種子』（わるいたね）を見て着想を得た本作は、当初作者わたなべが十数年お世話になってきた集英社の『週刊マーガレット』に連載を持ちかけたが“あまりに過激で殺伐とした内容”だとして、1957年の雑誌デビュー後初めて連載を断られている。長年作者の漫画制作アシスタントをしている実妹・里子（5女／作者は8人きょうだいの第1子）がそのマーガレット担当者と結婚している事情もあり、他社で連載するか決断にしばらく悩みつつも“自分でどうしても描いてみたい”という意欲に溢れ、偶然雑誌付録の描き下ろし等で関わりが出来た講談社の編集者にその旨を話したところ新作連載の快諾を得られ、1973年3月『週刊少女フレンド』より連載が開始された。
同年5月ゴールデンウィークの第19・20合併号にて、一見天使のような可愛らしい姿を持つ8歳の少女ロザリンドが純粋な欲望のままに何人もの殺人を犯していた真実を知った母ミケーネや執事アルフレッドが愛するロザリンドを慮りながら死去し、父バーナードの苦渋の決断によりロザリンドが修道院に終生預けられるところまでを描いて物語は一旦完結した（事実上の“第１部”にあたる）。
しかし高い人気故に講談社側からの意向を受け、同年8月半ば発行の第33号から“第２部”という形で、ロザリンドがサン=マリノ修道院で厳しい戒律の下に暮らしているところから物語は再開する。そして母親同様にロザリンドを深く愛している父バーナードがロザリンドを強く想うからこそ、ついには2人で雪山に連れ立って── 20話未満のそれ程長くはない物語ながら、主人公が他者を殺してしまう事に良心の呵責を感じない幼い少女でショッキングな場面だけではなく、親子の情愛がしっかりと描かれている事などから読み継がれている。

作者は「善悪もまだ理解できないであろう幼な子が、何気なく犯してしまう最悪な罪。」とロザリンドの事を語っている。
因みに、2008年発行のわたなべの自伝『まんがと生きて』（ISBN 978-4575300888）p.160に描かれている『聖ロザリンド』の表紙イラストは、2001年発行のホーム社文庫版である。

## 登場人物
- 注釈にて単行本の頁数を示す時は、2017年発行「宝島社復刻版」を参照する。

- ロザリンド・ハサウェイ 8歳：本作の主人公。輝くような金髪、薔薇の花びらのような頬、天使が舞い降りたような瞳、気品高く可愛らしいお姿、天使のようなお嬢さま[注釈 5]が実は……  悪魔の子。気管支が弱く転地療養する為にイギリスから母の生まれ故郷・ギリシアのロドス島に行く[注釈 6]。母ミケーネを最も深く思慕しており、嘘吐きな人を激しく嫌悪する一面を持つ。綺麗なものが大好きで「宝物」として一度でも欲しいと思うと我慢出来ない。母は旅行中だと信じており、寂しさのあまり母に再び会う為にサン=マリノ修道院を脱走しロンドンの自宅へとロザリンドが旅する第2部では、作中で恐ろしい形相に豹変し白目をキラッとさせる場面が第1部より多く描かれている。
- ミケーネ：ロザリンドの母親。早くに両親を亡くし、執事アルフレッドを親代わりとして育った敬虔なクリスチャン。1人娘のロザリンドを深く愛し、とても優しいが「嘘を吐いてはいけない」「嘘を吐くと天国に行けない」と諭し育てる一面を持つ。ロザリンドと共にロドス島の自身の生家・ブールボン邸で過ごす。【9】
- バーナード=ハサウェイ：金髪で口髭をたくわえたハンサムな紳士、イギリスの博物館館長。ロドス島には行っていない。ミケーネの夫で妻同様に娘ロザリンドを深く愛し、神にすがろうとする父親。主に第2部で活躍し、修道院を脱走後のロザリンドの事では警察の捜査に自ら進んで協力するが…。【23】
- アルフレッド：ミケーネ誕生前からブールボン家に長年仕えてきた忠義の篤い白髪の執事。一目でロザリンドの“とりこ”となり優しく接するが、祖先の1913年に処刑された殺人鬼の呪われた血をロザリンドがひいている事にいち早く気付き、密かに自らの日記に調べた事などを書き記す。【11】
- マダム=メリイ=カンタベリイ：ロンドンのハサウェイ邸が生家でミケーネの義姉（夫バーナードの実姉）、ロザリンドの伯母。6年ぶりに会った可愛い姪を溺愛し、亡き恋人の思い出の品で大切にしてきた金の置き時計を「私が死んだら形見にあげる」と約束し遺書を書く。最初の犠牲者【1】
- パティ：金髪でミディアムヘアの婦人。ミケーネの義姉（実兄アンリの妻）で、ダリアの母親、ロザリンドの伯母[注釈 7]。【3】
- アンリ=ブールボン：黒髪の紳士。ミケーネの実兄でロザリンドの伯父。パティの夫で、パリやアテネにある研究所で植物に関わる仕事に携わっている[注釈 8]。ロザリンドに愛妻パティの形見の「ハート型のロケット・ペンダント」をあげる約束をしていた。【10】
- ダリア 9歳：ロザリンドの1歳年上の黒髪の従姉、ブールボン夫妻の娘。初対面のロザリンドの足を踏むなど意地が悪く、誕生祝いに父親から贈られた本物のダイヤモンドの指輪が自慢。執事アルフレッドからは我が儘な面を持つ子と認識されている【2】
- コティ：寝込んだパティの為に雇われた看護師でふくよかな体型の婦人。8年飼っている小鳥のピピが宝物。
- 野犬：コティの小鳥ピピを襲って食べる【4】
- ベン：黒髪・出っ歯でストライプの帽子を被り、ツギハギの服を着た男。執事アルフレッド曰く「ルンペン（当時の浮浪者の呼び方の一種）」で、ブールボン邸の周囲をよくうろついている。宝物として青く光るキングコブラを密かに飼っている。【5】
- イリアス：金髪でハンサムな少年で、ロドス島にあるブールボン邸の近隣にある赤い屋根の別荘に住む子供。ロザリンドの初恋相手。少しプレイボーイな面があり、ロザリンドを口説くような会話をする「君も大好きさ」と。積極的なマルガリータに押され気味【6A】
- マルガリータ：ロザリンドも気圧されるような金のロング巻き髪の美少女で脚本家の娘。両親は離婚していて、父親が若い秘書と恋愛関係なのを知っている。父親の書くシナリオやTV・映画に影響を受け、イリアスと大人の恋人同士の真似事（熱烈なKiss）を積極的に行うおませな子供。【6B】
- アダム：黒髪で顔にそばかすのある少年。ツイード素材のセットアップ着用。イリアス達の遊び仲間の1人で、イリアスとマルガリータを恋人同士だと思っている。
- ヤング刑事：黒髪・鷲鼻・蝶ネクタイでロングコート着用、アテネ警視庁殺人課所属。ロドス島での一連の殺人事件の「令状」をブールボン邸に持参し、ロザリンドに訊問させていただきたいと母ミケーネに強く要望、実力行使で寝室のある2階に行こうとする。その際ミケーネは焦って大声で拒否する。【8】
  - 【ここまで第1部：ロザリンドの父親以外の10人と1頭が死亡】
- 院長及びシスター達：サン=マリノ修道院の修道女。院長は眼鏡キャラ。バーナード氏よりロザリンドの罪状など事情を全て告白され、刑務所の代わりとして修道院でロザリンドを預かる。院内で風邪が蔓延している時に、ロザリンドに対して青酸カリを「強いお薬」としか言わなかったのが不運の始まり…。【12：全18人】
- ジョン：農家。修道院を脱走したロザリンドとはヒッチハイクをキッカケに知り合う。幼いロザリンドを不憫に思い、自宅に一晩泊めてあげる優しい男。夫婦仲は円満。
- お婆さん：ジョンの母親。寝たきりで偏屈な名無しの寡婦。家族に構って欲しくて度々“嘘を吐く”。亡くなった夫（お爺さん）を思い出しながら「私は不幸」「早く天国へ行きたい」等、ロザリンドにも口を滑らす。【13】
- リザ 8歳：金髪の少女。公園で一緒に遊んだロザリンドが日暮れ頃にロンドンまで旅している事を知り、自宅に招く。酒びたりでも母が好き。母親が傍に寄り添ってくれるのを心から望み、擬似ママを作る程に飢えている。
- リザの父親：サン=マリノ修道院殺人事件を担当する刑事。多忙ゆえに妻と喧嘩が多く家庭内は不穏。娘のリザは可愛がっている。ロザリンドから「シスターを磔にしたのはあたしなの」と告白されるも、鵜呑みにせず慌ただしく仕事に戻っていく。
- ローラ：リザの母親で毎晩飲み歩き、自宅でも酒びたり。家事は家政婦のメアリにお任せ。娘のリザが寂しさで母に縋りついても鬱陶しがり、育児放棄気味。【14】
- ベベ：ロザリンド曰く母ミケーネによく似ている。交通事故で突然死した娘リイナを忘れられず、街角で出会ったロザリンドに娘の面影を重ね、遊園地に一緒に遊びに行く。【15】
- ジョナサン：金髪の色男、ベベの名ばかりの夫で不定期でベベの住まいに金の無心に現れる。リイナの父親。【16】
- グレーテル：セミロング黒髪で優しい外科医の娘。レンガの道で転んで膝から血を出しベソをかいていたロザリンドに気付き、自宅で手当てをする。【18】
- ミンナ：金髪お下げの少女。グレーテルの家の家政婦の子供で、年頃の近いグレーテルとは遊び友達。グレーテルの自宅でクッションなどを投げ合って遊ぶうちに…【17】
- マダム=ローヤル：エジンバラのホテルに数日間宿泊している富豪の老婦人。山道でロザリンドを拾い、一緒に過ごしているうちに気に入って気まぐれに全財産を譲ると遺言書を残す。ロザリンドが欲しがった小物入れ（兼財布）も遺言書の目録に追加する。【19】
- ジュン：黒いベレー帽を被り短い金髪そばかすの少女。空港で出会ったロザリンドを揶揄い、とれたらロンドン行きの航空券をあげると約束する。【20】
- ジム：サングラスで長髪の男、ドーバーの銀行強盗犯。ロンドンに帰って来たロザリンドを捕獲する為に空港で待ち構えていたスコットランドヤードの殺人課の刑事たちを見て、自身を捕まえに待機していたと勘違いする。偶然傍らにいたロザリンドを人質に壊れた時計の廃ビルに立て籠もり…【21】
- マギー：ロンドンのハサウェイ邸で新しく雇われた家政婦。ラジオや新聞報道の殺人鬼ロザリンドのニュースに怯え、家政婦を辞めようと考えていた時に故ミケーネ奥様の部屋でロザリンドに出会う。「奥さまはお亡くなりになったと聞きました」とロザリンドに告げる。【22】

## 書誌情報
- ☆印：紙版書籍を現物確認したもの。
- 全頁数：紙版単行本に振られたページ数を基本とした。また漫画本編の「終」や「完」の記載がある最終ページにページ数の記載がない場合は、追加でカウントするものとする。なお「奥付」は除外とした。
- 紙版の現物確認できていない単行本は、国立国会図書館サーチや各書店通販サイト、オークションやフリマでのデータ（商品画像も含む）等も借用した。

### 1.『聖ロザリンド』《世にもこわい話》☆
- 講談社｜講談社コミックス　フレンドシリーズ：KC571番
- 初出：『週刊少女フレンド』1973年第12号〜第19・20合併号にて全8話を連載[1]し、一旦完結（※事実上の“第１部”にあたる）。※ロザリンドの初単行本。
- 装丁：ピンクのワンピースドレスを着て体育座り姿で微笑む可愛いらしいロザリンドだが、頭とウエストのリボンや長い靴下は黒一色で背景にも不穏な効果が描かれている。カバーを外すとコミックス本体にも別デザインの微笑むロザリンドのイラストがある。（装丁：水野石文）
- 題名：《世にもこわい話》はカバー表紙だけではなく背表紙にも小さくオレンジ色で記載があるが、この初単行本のみで、その後発行される「総集編」を始めとした計6種の単行本には記載されていない。
「奥付」には作品タイトルとして書かれず正確にはタイトルでは無いのだが、合計7回発行された単行本の識別として分かりやすいので、あえて記述した。
- 全182頁／P.3-182：漫画本編・第1部（扉絵を含め180頁分），新書判，全1巻
- 1973年（昭和48年）7月10日第1刷発行｜定価270円｜※ISBNコードは無し，商品番号：8271-238218-2253

### 2.『聖ロザリンド　総集編』☆
- 講談社｜講談社コミックスフレンド/KCフレンド：KC636番｜【わたなべ雅子名義】
- (1)初出：「週刊少女フレンド」本誌1973年（昭和48年）第33号〜第41号にて“第２部”を連載再開し全9話を完結。
- (2)「週刊少女フレンド増刊1974年3月22日号」にて、描き下ろしの第１部ダイジェスト及び上述(1)の第２部が収録された。
- (3)同じ内容を再び収録した単行本がこの「総集編」となる[1]。
- 装丁：小さな白い兎のぬいぐるみを腕に抱え、頭のリボンとお揃いの赤い服を着て微笑むロザリンドが可愛い表紙。上述増刊3/22日号と同じイラスト。（装幀：水野石文）
- 全207頁（目次無し）
  - P.3-16：漫画本編・第1部ダイジェスト（扉絵を含め14頁分）
  - P.17-207：漫画本編・第2部（191頁分）
- 新書判，全1巻｜商品番号：096366-2253｜ISBN 978-4061096363
- 1974年（昭和49年）8月10日第1刷発行：270円
  - 昭和50年5月10日第4刷：定価350円☆
  - 昭和52年1月15日第6刷：定価350円
  - 昭和54年→第10刷
  - 昭和58年5月18日第13刷：定価370円
  - 昭和63年6月15日第14刷：定価380円（本体369円）等、増刷を重ねた。

### 3.『聖ロザリンド　戦慄編』☆
- 講談社｜ヤングレディKCデラックス/YLKC：020番
- 第１部のみを再び収録した単行本／『所載　週刊少女フレンド昭和48年第12号〜20号』と、〈おわり〉P.184に小さく記載されている。
- 装丁：金色の十字架に血が滴り死体とおぼしきものの背景に、輪郭のない青い瞳・鼻・口だけの顔が怪しく微笑むイラストが大きく描かれた。（装幀：水野石文）
- 全184頁／P.5-184（扉絵を含め180頁分），新書判より大き目デラックス判[注釈 9]，全1巻
- 1979年（昭和54年）5月20日発行｜定価380円｜商品番号：720209-2253｜ISBN 978-4061720206

### 4.『わたなべまさこ名作集　聖ロザリンド』☆
- 発行所：ホーム社｜発売元：集英社｜わたなべまさこ名作集シリーズ・計100冊のうちの1冊
- 初めて第1部と第2部がまとめて収録された完全な単行本。しかしながら初出の連載期間の記載は無い。
- 装丁：黒一色に稲妻が描かれ、大きく縦書き赤文字で作品タイトルを記載。裏表紙に3.戦慄編の表紙イラスト。初版には、入魂のホラー会心作!!との帯が付いた。（装幀：中村欽太郎）
- 全373頁（目次無し）
  - P.5-182漫画本編・第1部（扉絵を含め178頁分）
  - P.183-373：漫画本編・第2部（191頁分）
- 愛蔵版/Ｂ６判，全1巻
- 1992年8月25日第1刷発行｜定価1,000円（本体971円）｜ISBN 978-4834280852

### 5.『聖ロザリンド』
- 発行所：ホーム社｜発売元：集英社｜HMB：W2-6番
- 上述4. 名作集の文庫版シリーズ
- 装丁：全体が黒基調で表紙には3.戦慄編のイラスト、裏側には稲妻で要は「4.名作集」と表裏が逆になった。
- 全369頁，文庫判，全1巻
- 2001年9月23日第1刷発行｜定価本体667円＋税｜ISBN 978-4834272239

### 6.『聖ロザリンド』
- ぶんか社｜ホラーMコミック文庫
- 「月刊ホラーミステリー」の2005年7〜9月号にて3ヶ月連続の再録掲載ののち、新装文庫判に再び収録。
- 装丁：全体が白基調の中、背もたれに鮮やかな鳥が描かれた優雅な椅子に腰掛け、頭のリボンとお揃いの淡いピンクのワンピースドレスを着た可愛いらしいロザリンドが表紙。赤い帯には「名作は色あせない。」とある（カバー折り返しの作者プロフィールに「昭和27年に『涙の讃美歌』でデビュー。」と記載）。
- 全369頁，文庫判，全1巻
- 2005年12月20日初版第1刷発行｜定価本体743円＋税｜ISBN 978-4821182367
- ぶんか社から電子配信もあり、電子版の本編最終頁はP.375（2023年3月現在）

### 7.『聖ロザリンド』☆
- 宝島社｜このマンガがすごい！comics
- 第一部・第二部全てを収録し、編集部側より10頁くらい新作を入れたいとのリクエストに応え[1]、44年ぶりに「前日譚第0話10頁」の描き下ろしを冒頭に加えた復刻版。
- 装丁：キラキラ効果のある藤色の薔薇を背景に、熊のぬいぐるみを背負って赤いスカートや赤い長靴下着用で微笑む愛らしいロザリンドが表紙。黄色と黒を基調にした帯に、羽海野チカのトラウマが惹句として使用される[6]。
- 全391頁（目次無し）
  - P.0-8：フルカラーイラスト1頁及び上述2.「総集編」冒頭の第1部ダイジェストのカラー原稿など
  - P.9：第0話扉絵（※上述1.《世にもこわい話》扉絵と同じイラスト）
  - P.10：作者による宝島社への再販感謝の言葉や読者への挨拶・自画像が書かれた1頁（題名なし）
  - P.11-20：第0話の本編
  - P.23-200：漫画本編・第1部（178頁分）
  - P.201-391：漫画本編・第2部（191頁分）
- Ａ５判，全1巻
- 2017年3月13日第1刷発行（2月27日発売[4]）｜定価本体1,400円＋税｜ISBN 978-4800267634